# 長久手市立東小学校
長久手市立東小学校（ながくてしりつ ひがししょうがっこう）は愛知県長久手市にある公立小学校。

## 沿革
- 1981年（昭和56年）
  - 4月1日 - 長久手町立長久手小学校から分離し、長久手町立東小学校として開校する。
  - 4月3日 - 開校式を行う。
  - 5月 - 校舎を増築する。
  - 6月26日 - プールが完成する。
- 2012年（平成24年）1月4日 - 長久手町が市制施行し、長久手市となる。同時に長久手市立東小学校に改称する。
- 2015年（平成27年）9月 - 校舎を増築する。

## 通学区域
- 岩作三ケ峯、岩作長鶴、岩作中根原、岩作寺田、岩作中根、岩作下堀越、岩作大根、岩作内万場、岩作高根、岩作福井（一部）、岩作床寒（一部）、岩作琵琶ケ池（一部）、前熊下田、前熊溝下、前熊西脇、前熊根ノ原、前熊志水、前熊広面、前熊根ノ上、前熊橋ノ本、前熊前山、前熊堀越、前熊中井、前熊原山、前熊寺田、前熊一ノ井、茨ケ廻間、石場、広田、丸山、鯉ケ廻間、堂脇、神門前、雨堤、阿畑、汐見坂、神明、葭ケ廻間、福井、熊張深田、段留、助六、蛭子、大日、杁ケ根、申平、小深、東山、馬堤、早稲田、観音堂、榎ノ下、小稲葉、中屋、下田、北熊、東平地、平地、松杁、東田、杁ノ洞、北浦、溝之杁

、郷前、中井、岩廻間、真行田、立花（一部）が校区である。

## 進学先中学校
公立中学校に進む場合は、長久手市立長久手中学校に進学する。

## 交通
- 愛知高速交通東部丘陵線「リニモ」芸大通駅下車、徒歩約12分。公園西駅下車、徒歩約14分。
- N-バス東部線「改善センター前」バス停より徒歩約2分。三ヶ峯線「前東公民館前」バス停より徒歩約5分。

## 学校周辺
近年宅地化が著しい長久手市であるが、本校周辺は田畑が多く残っており、ケリやヒバリ、モズなど住宅地では見られない野鳥を日常的に見ることができる。
- 愛知県立芸術大学
- 栄徳高等学校
- 長久手市立長久手中学校
- トヨタ博物館
- CBCハウジング長久手住まいの公園
- 香流川
- 長久手市立上郷保育園
- 長久手市農村環境改善センター
- 長久手温泉ござらっせ
- 長久手市民野球場
- IKEA長久手
- ベイシア長久手店
- 愛・地球博記念公園
  - ジブリパーク
- ヤマト運輸愛知主管支店
- 名古屋瀬戸道路長久手IC
- 愛知高速交通東部丘陵線（リニモ）芸大通駅、公園西駅
- 愛知県道6号力石名古屋線（グリーンロード）
- 愛知県道215号田籾名古屋線
- 愛知県道233号岩作諸輪線